# Chillington Hall
Chillington Hall es una casa de campo georgiana cerca de Brewood, Staffordshire, Inglaterra, cuatro millas al noroeste de Wolverhampton. Es la residencia de la familia Giffard. La casa catalogada de Grado I fue diseñada por Francis Smith en 1724 y John Soane en 1785. El parque y el lago fueron diseñados por Capability Brown.
En el Domesday Book, Chillington (Cillintone) figura bajo Warwickshire como parte de las propiedades de William FitzCorbucion. Su nieto Peter Corbesun de Studley otorgó Chillington a Peter Giffard, sobrino de su esposa, por una suma de 25 marcos y un cargador de metal.
La casa actual es la tercera en el sitio. En el siglo XII había en el lugar un castillo de piedra, del que se puede ver un pequeño rincón en los sótanos de la casa actual, y junto a él la casa original. Esta casa fue reemplazada en el siglo XVI por Sir John Giffard, quien fue Alto Sheriff de Staffordshire en cinco ocasiones. Peter Giffard comenzó el tercer edificio demoliendo y reemplazando parte de la casa Tudor de Sir John en 1724. Esta reconstrucción reemplazó el frente sur existente de tres pisos en ladrillo rojo cara vista con revestimiento de piedra.
Aproximadamente en 1725, Peter Giffard plantó la larga avenida de robles que formaban el acceso original a la casa, pero probablemente incorporó muchos árboles existentes. Durante la década de 1770, Capability Brown diseñó el parque paisajístico y el lago al sur de la casa para Thomas Giffard el mayor.
Hay una serie de estructuras catalogadas de Grado II y Grado II* en la propiedad. El palomar y el establo catalogados como Grado II * estaban en el Registro de edificios en riesgo, pero se retiraron en 2009 después de los trabajos de reparación. El trabajo de restauración había comenzado en 2008 bajo la dirección de John Giffard, exjefe de policía de la policía de Staffordshire .